# 奴隷聖徒会長ヒカル〜淫魔に占陵された学園〜
『奴隷聖徒会長ヒカル〜淫魔に占陵された学園〜』（どれいせいとかいちょうヒカル いんまにせんりょうされたがくえん）は、キルタイムコミュニケーションのレーベル・二次元ドリームノベルズより発売された小説。桜沢大が原作者としてクレジットされているが、小説担当者として筑摩十幸の名前もクレジットされている。
アダルトゲーム版『聖徒会長ヒカル〜淫魔に占領された学園〜』やアダルトアニメ版『聖徒会長ヒカル』についても、本項で解説する。

## 小説

### あらすじ
名門校・聖マリス学園は、妖魔の討伐者の育成機関でもあり、生徒会の面々はその中でも高い実力を誇っていた。彼女達は学園に侵入した妖魔バルムスを死闘の末倒し、平穏な日常を取り戻したかに見えた。だが、バルムスは生き延びており、仲間の妖魔ヴェゼルを使ってメンバーであるヒカルの師匠を籠絡させ、生徒会の面々にも魔の手を伸ばしてきたのだ。

### 登場人物
キャストはゲーム版のもの。
泉 ヒカル（いずみ ヒカル）
声：鈴峰りお
聖マリス学園生徒会長。鬼太刀を操り、妖魔の討伐者として高い実力を誇る一方、そそっかしい一面もある。
両親をバルムスによって殺されており、唯一の肉親である弟・ショウに愛情を注いでいる。
セイラ・神居（セイラ・かむい）
声：如月葵
生徒副会長にして修道女。気が強いが、恋愛には奥手。ショウに思いを寄せている。
綾辻 ユキ（あやつじ ユキ）
声：田村ナナ
生徒会メンバーにして、退魔の名家・綾辻家令嬢。
白石 琴音（しらいし ことね）
声：木野原さやか
聖マリス学園に勤務する女性教師で、ヒカルの剣術の師匠。最初に妖魔ヴェゼルによって籠絡され、ヒカルらに淫らな手ほどきをする。
アナスタシア・アウグスト
声：韮井叶
聖マリス学園の学園長を務めることになった少女で、妖魔討伐組織のリーダーでもある。
霊力と知識でヒカルらをサポートする
泉 ショウ（いずみ ショウ）
声：奥川久美子
ヒカルの弟で、マリス学園基礎課程に在籍している。中性的な体躯が特徴。
黒沼 源二（くろぬま げんじ）
聖マリス学園の男子生徒。いわゆる問題児で、女子生徒に対するセクハラで幾度か退学になりかけては親の金でもみ消してもらってきた。
バルムスによってヒカルに対する歪んだ欲望を見出され、妖魔となる。
木脛（きずね）
聖マリス学園に勤務する用務員。黒沼に買収されて言いなりになっている。盗撮と外国人女性の素人AVが好きで、セイラに歪んだ欲望を抱いていた。
バルムスによってコウモリ型の妖魔を憑依され、欲望のままに行動する。
黒沼 昭三（くろぬま しょうぞう）
源二の父である権力者で、政治家とのつながりもある。ユキに対する歪んだ欲望を抱いていた。クモ型の妖魔にとりつかれた時は、頭が禿げ上がり、目と腕の数が増えた。
鬼頭（きとう）
聖マリス学園教頭で、ヴェゼルの下僕。
妖魔王ヴェゼル
バルムス
ヒカルの両親を殺した妖魔で、OVAでは源二を依代に暗躍した。

### 書誌情報
- 奴隷聖徒会長ヒカル 〜淫魔に占陵された学園〜 - 2008年2月発売。
- 奴隷聖徒会長ヒカル2 〜淫魔に占陵された学園〜 - 2009年4月発売。

## アダルトゲーム
『聖徒会長ヒカル〜淫魔に占領された学園〜』のタイトルで、catwalkのサブブランドであるcatwalk NEROより2009年7月24日に発売された。当初は原作と同じタイトルになる予定だったが、諸事情により現在の形にタイトルが変更された。デビュー作である『淫堕の姫騎士ジャンヌ』のスタッフが制作に参加しており、『ジャンヌ』以上の作品を作りたいという思いから長期間にわたる製作となった。
マルチエンディングとなっており、妖魔を倒して学園に平和が訪れるエンディングもある一方、人類滅亡といったバッドエンドも存在する。

### スタッフ
- 原画：亀井、木ノ碕由貴（サブ）
- 原作：桜沢大、筑摩十幸
- シナリオ：筑摩十幸（メイン）、松木涼（サブ）
- BGM：吉田仁郎、AmBush

## アダルトアニメ
『聖徒会長ヒカル上巻 公開処女喪失』のタイトルで、メリー・ジェーンより2010年4月30日に発売された。当初は上巻と発表され、後日下巻の発売も計画されていたが、上巻の売上が芳しくなかった事に加え、担当プロデューサーが活動停止した影響もあり、早い段階で制作中止が決定されたが、公式には発表されていない。尚、殆どの商品パッケージやディスクレーベールには、元々から上巻の表記は無い。